# Бокоплави
Бокоплави, також двопарноногі, амфіподи (Amphipoda) — ряд вищих ракоподібних (Malacostraca), що налічує понад 7000 невеликих видів, зовні подібних до креветок. Більшість двопарноногих — морські види, але деякі населяють прісні водойми або наземні. Поширені по всіх морях, зустрічаються також в озерах, річках, підземних та печерних водах.
Морські амфіподи є пелагіальними (живуть в товщі води) або бентичними (живуть на дні) організмами, багато їх на піщаних пляжах («морські блохи»). Пелагіальними видами живляться птахи, риба та ссавці. Наземні види можна часто зустріти на піщаних ґрунтах вздовж узбережь.
Розмір бокоплавів — 0,5 — 25 см, тіло у більшості сплюснуте з боків.
Деякі бокоплави (Chelura) пошкоджують дерев'яні портові споруди. Серед бокоплавів гіпероха (Hyperoche) — паразит медуз і китова воша (Cyamus) — паразит китів; деякі бокоплави — проміжні хазяї паразитів риб і водоплавної птиці.
Декілька видів бокоплавів занесено до Червоної книги України (ніфарг Плігінського та інші).